# 35. pehotna divizija (Avstro-Ogrska)
35. pehotna divizija (izvirno nemško 35. Infanterie-Division oz. nemško 35. Infanterietruppendivision) je bila pehotna divizija avstro-ogrske kopenske vojske, ki je bila aktivna med prvo svetovno vojno.

## Organizacija
Maj 1941
- 69. pehotna brigada
- 70. pehotna brigada
- 34. poljskotopniški polk
- 35. poljskotopniški polk

## Poveljstvo
Poveljniki (Kommandanten)
- Viktor Njegovan: avgust - september 1914
- Vinzenz Fox: september 1914 - januar 1915
- Eugen von Podhoránszky: januar 1915 - november 1918